# Comuna Veseleț, Horodok
Veseleț (în ucraineană Веселець) este o comună în raionul Horodok, regiunea Hmelnîțkîi, Ucraina, formată din satele Juravlînți, Lipîbokî și Veseleț (reședința).

## Demografie
Componența lingvistică a comunei Veseleț
     Ucraineană (99,57%)
     Alte limbi (0,42%)
Conform recensământului din 2001, majoritatea populației comunei Veseleț era vorbitoare de ucraineană (99,57%), existând în minoritate și vorbitori de alte limbi.